# Österreichisch-Ungarische Besetzung Serbiens 1915–1918

Aufteilung Serbiens in eine österreichisch-ungarische und eine bulgarische Besatzungszone

Die Österreichisch-Ungarische Besetzung Serbiens 1915–1918 während des Ersten Weltkriegs (offiziell k. u. k. Militärverwaltung in Serbien, ungarisch k. u. k. katonai igazgatás Szerbiában), dauerte von 1915 bis 1918.

## Vorgeschichte
Am 28. Juni 1914 ermordete der serbische Nationalist Gavrilo Princip den österreichisch-ungarischen Thronfolger Franz Ferdinand von Österreich-Este in Sarajevo. Dies führte zur Julikrise und zum Ausbruch des Ersten Weltkriegs. Der Versuch Österreich-Ungarns, Serbien schnell militärisch niederzuwerfen, scheiterte jedoch aufgrund schlechter Planung und am erbitterten serbischen Widerstand. Bei drei Offensiven zwischen August und Dezember 1914 gelang es der österreichisch-ungarischen Armee nicht, die serbische Armee entscheidend zu schlagen. Die Serben blieben in größeren Gefechten, der Schlacht von Cer im August, der Schlacht an der Drina im September und der Schlacht an der Kolubara in November und Dezember des Jahres unbesiegt und zwangen die Invasoren schließlich zum Rückzug auf eigenes Gebiet.
Ab dem 6. Oktober 1915 unternahmen die Mittelmächte nach Verhandlungen mit Bulgarien, die dessen Beitritt zum Bündnis herbeiführten, einen neuen Feldzug gegen Serbien. Bis Anfang Dezember 1915 konnten österreichisch-ungarische, deutsche und bulgarische Truppen ganz Serbien besetzen. Das Land wurde zwischen Österreich-Ungarn und Bulgarien aufgeteilt.
Nach der Besetzung wurde eine Militärverwaltung mit einem Gouverneur und einem Zivilkommissar an seiner Spitze errichtet.

## Die Militärverwaltung
Die Frage ob alle serbischen Gebiete annektiert werden sollen oder der Rest Serbiens als von der Monarchie abhängiger, formal selbständiger Staat weiter bestehen bleiben soll, konnte durch den Widerstand Ungarns und seines Ministerpräsidenten István Tisza gegen größere Annexionen serbischer Gebiete, intern nie geklärt werden.
Gleichsam als Fortsetzung des Kriegszielkonfliktes zwischen Tisza und Generalstabschef Franz Conrad von Hötzendorf entstanden auch Reibungen in der Verwaltung des Generalgouvernements Serbien. Die Spannungen zwischen der ungarischen Regierung und dem Armeeoberkommando (AOK) entstanden gleich zu Beginn der militärischen Besetzung der (west-)serbischen Gebiete. Tisza verlangte, dass ungarische Verwaltungsbeamte in der Militärverwaltung des besetzen Gebietes vordringlich zum Einsatz kämen, denn die eroberten serbischen Gebiete würden zur ungarischen Interessensphäre gehören, so wie die polnischen Gebiete zu Österreich.
Conrad aber strebte eine südslawische Union innerhalb der Monarchie, unter kroatischer Führung, an. Die Errichtung der Militärregierung war für ihn die Vorbereitung einer Annexion dieser Gebiete in diesem Sinn. Daher wehrte er die ungarischen Ansprüche ab. Der ungarische Landeszivilkommissar für Serbien Ludwig Thallóczy (seit dem 16. Jänner 1916) wurde daher von der militärischen Verwaltung so behindert und ignoriert, dass er sogar um eine Versetzung nach Albanien ansuchte. Tiszas Interventionen bei Armee-Oberkommandant Erzherzog Friedrich und Außenminister Burián im März 1916 hatten aber schließlich Erfolg und die verantwortlichen Militärs wie Johan Ulrich von Salis-Seewis wurden Anfang Juli abgelöst. Im September wurden schließlich zivile (unter Thallóczy) und militärische Verwaltung Serbiens getrennt.
Nach einer Reise durch die besetzten serbischen Gebiete zog Tisza heftig gegen die angeblich „zu große Milde“ der Militärverwaltung zu Felde. Durch leutselige und entgegenkommende Behandlung der Bevölkerung und das „ganz offen hervortretende Bestreben, den definitiven Herrn im Lande zu spielen“, trete die „feste Absicht der Annexion ganz Serbiens ganz offenkundig an den Tag“. Dass Tisza dem AOK eine zu milde Behandlung der Bevölkerung vorwarf, entbehrte nicht „einer gewissen grotesken Note“. Die Okkupationspolitik Österreich-Ungarns, scheint aber, im Vergleich zum repressiven Vorgehen Bulgariens, verhältnismäßig human gewesen zu sein.
Dennoch kam es auch im österreichisch besetzten Teil Serbiens zu Partisanentätigkeiten, die aus dem bulgarisch besetzten Teil übergriffen.
Die Kapitulation des Verbündeten Bulgarien am 29. September 1918 und die Einnahme Belgrads, bis dahin Sitz des Gouverneurs für Serbien, am 1. November 1918, beendeten die Besetzung Serbiens. Am 1. Dezember 1918 wurde das Königreich der Serben, Kroaten und Slowenen proklamiert.

### Militär-Befehlshaber
- Oskar Potiorek (28. August 1914 – 27. Dezember 1914)
- Erzherzog Eugen Ferdinand (27. Dezember 1914 – 27. Mai 1915)
- Karl Tersztyánszky von Nádas (27. Mai 1915 – 27. September 1915)
- Feldmarschall Hermann Kövess von Kövesshaza (27. September 1915 – 1. Jänner 1916)

### Gouverneure
- Feldmarschalleutnant Johann Ulrich von Salis-Seewis (1. Jänner 1916 – Juli 1916)
- Adolf von Rhemen zu Barensfeld (Juli 1916 – Oktober 1918)
- Feldmarschall Hermann Kövess von Kövesshaza (Oktober 1918 – 1. November 1918)